# Stiftung Preußenhaus
Die Stiftung Preußenhaus wurde im Dezember 1933 mit dem offiziellen Ziel gegründet, die „Pflege des Reichsgedankens auf der Grundlage nationalsozialistischer Weltanschauung“, welcher sich „der auf Verwirklichung des einigen Deutschlands gerichteten geschichtlichen Sendung Preußens“ verdanke, zu betreiben.

## Eine Stiftung als Vorwand
Die Stiftung wurde von Hermann Göring initiiert, welcher seit dem 11. April 1933 neben seinen rund 70 anderen Titeln auch das Amt des preußischen Ministerpräsidenten  bekleidete. Göring hatte durch seine Funktion Zugriff auf das frühere preußische Kriegsministerium an der Wilhelmstraße und plante, an dessen Stelle sein neues Reichsluftfahrtministerium errichten zu lassen. Zusätzlich zu diesem Gebäude, in welchem nur Büros vorgesehen waren, wollte er ein repräsentatives Foyer für sich selber schaffen, gewissermaßen eine eigene Reichskanzlei. Die Gründung der Stiftung war notwendig, da das Gebäude Eigentum des preußischen Staates war und die preußische Bürokratie das Gebäude zunächst nicht hergeben wollte. In der Satzungspräambel der Stiftung wurde deshalb ihr Recht festgehalten, das funktionslose „Preußenhaus“, den aus Herrenhausgebäude und Landtagsgebäude bestehenden Komplex zwischen Leipziger Straße und Prinz-Albrecht-Straße (dem neuen Ministerium unmittelbar benachbart) nutzen zu können. Ein inhaltlicher Konsens zwischen Stiftungssatzung und Nutzung war nie vorgesehen und hat auch nie stattgefunden.
Im Februar 1934 wurde der Komplex Eigentum der Stiftung und erhielt den Namen „Preußenhaus“. Mit der Verwaltung der Stiftung wurde der bisherige Direktor beim preußischen Landtag Ernst Kienast beauftragt.

## Vorübergehende Nutzung
Da Göring aufgrund anderer Verpflichtungen und der enormen Kosten seines neuen Ministeriums zunächst keine Bautätigkeit am Preußenhaus vornehmen konnte, vermietete die Stiftung die Gebäude für Tagungen und Zusammenkünfte von NS-Organisationen und NS-nahen Vereinen. Ab März 1934 wurden der NS-Ärztebund und das Politische Amt der Obersten SA-Führung Dauermieter einiger der Büroräume. Im Plenarsaal des Abgeordnetenhauses wurde am 14. Juli 1934 der Volksgerichtshof gegründet, welcher zunächst Hauptmieter wurde. Da sich der „Gerichtsbetrieb“ des Volksgerichtshofs jedoch mit den rauschenden Partys und Bällen im Gebäude überschnitt und sich oft alle drei Hauptmieter bei der Stiftungsleitung über gegenseitige Störungen beschwerten, zog der Volksgerichtshof Anfang 1935 aus und in das Gebäude des Wilhelmgymnasiums an der Bellevuestraße ein. Da Göring das Gebäude jetzt endlich für sich nutzen wollte, setzte er alle anderen Mieter kurzerhand vor die Tür.

## Ende der Stiftung
Am 1. April 1935 wurde das Preußenhaus von der Stiftung offiziell dem Deutschen Reich übergeben, welches es dem Reichsluftfahrtministerium übergab. Göring überließ das Gebäude wiederum dem Aero-Club von Deutschland, mit welchem er eng verbunden war. Nach dem Umbau wurde das Gebäude nun offiziell Haus der Flieger genannt. Die Stiftung Preußenhaus wurde durch das Rechtsträger-Abwicklungsgesetz von 1965 aufgelöst.